# Vivenkapelle

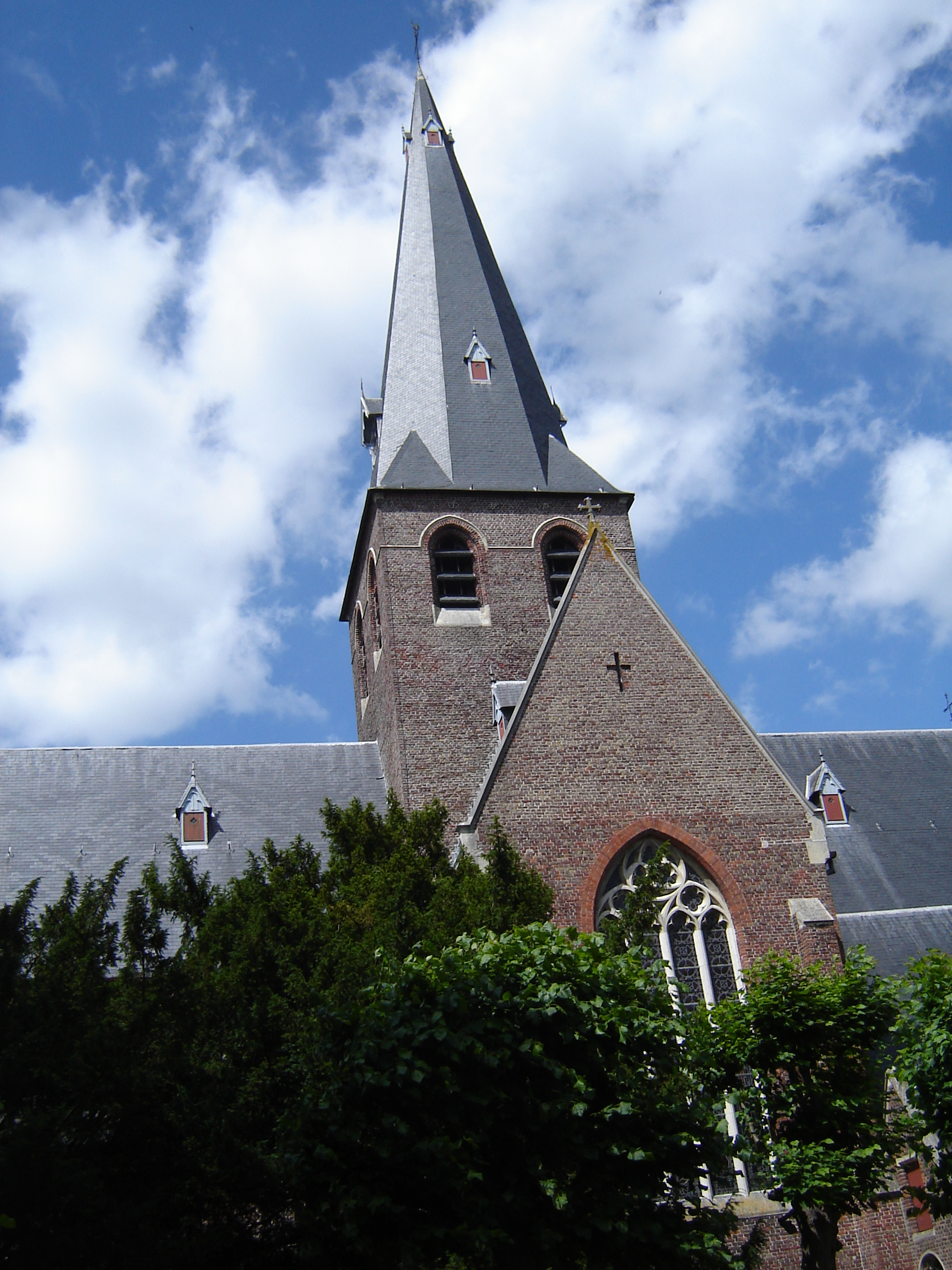
Vivenkapelle : Église néo-gothique Notre-Dame-de-la-Nativité, œuvre de J.-B. Bethune.

Vivenkapelle est une localité d’environ 500 habitants située sur le territoire de la commune de Damme, dans la province belge de Flandre-Occidentale. Elle ne fut jamais commune indépendante : elle appartint à Sint-Kruis, commune de la banlieue est de Bruges (aujourd’hui intégrée à la municipalité brugeoise) jusqu’en 1977, puis, à l’occasion des fusions de communes intervenues à cette date, alla faire partie de l’entité de Damme.
Il s’agit d’un hameau qui s’est constitué à partir du Moyen Âge autour d’une chapelle dédiée à la Vierge Marie. La première mention du nom de Vyve remonte à 1240. En 1350, Heindric Braderic, seigneur de Viven, obtint l’autorisation d’ériger une chapelle. Cette chapelle fut détruite à plusieurs reprises mais chaque fois reconstruite. 
Au XIXe siècle, après qu’une riche famille brugeoise eut fait don à Vivenkapelle des moyens financiers nécessaires, fut construit autour de la chapelle, selon les plans de Jean-Baptiste Bethune, un important complexe de bâtiments néo-gothiques, comprenant : une église, l’actuelle église paroissiale, consacrée en 1867 et dédiée à Notre-Dame-de-la-Nativité et à saint Philippe ; un presbytère (1860) ; une école de filles avec couvent de religieuses (1869) ; et une école de garçons avec couvent de frères (1861). Ce site néo-gothique est classé, comme ensemble, monument historique depuis 1975.
La localité devint paroisse autonome en 1885.